# Opetiopalpus scutellaris
Opetiopalpus scutellaris là một loài bọ cánh cứng trong họ Cleridae. Loài này được Panzer miêu tả khoa học năm 1797.